# Otniël

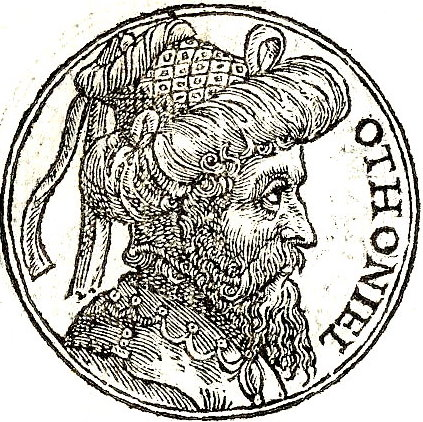
Otniël bei Guillaume Rouillé, Promptuarii Iconum Insigniorum (16. Jahrhundert)

Otniël, Otniel oder Othniel (hebräisch עָתְנִיאֵל) gehört zu den Richtergestalten des Tanach bzw. des Alten Testaments.

## Biblischer Kontext
Die Erzählung um Otniël findet sich in Ri 3,7–11 , und somit ist Otniël die erste Richtergestalt des Alten Testamentes. Daneben findet sich eine Erwähnung Otniëls auch in Jos 15,17  und Ri 1,13  im Zusammenhang mit Eroberungszügen. Im Zusammenhang mit einer Genealogie findet sich Otniël in 1 Chr 4,13  und 1 Chr 27,15 . In allen Fällen wird der Bezug zu seinem Vater Kenan und dessen Bruder Kaleb hergestellt.
Im Zusammenhang des Berichts von der Landnahme der Israeliten (Jos 15,16–19 = Ri 1,12–15) wird erzählt, wie Kaleb dem Eroberer der Stadt Kirjat-Sefer seine Tochter Achsa verspricht. Otniël erobert die Stadt und erhält Achsa zur Frau. Da ihm jedoch nur „dürres Südland“ zugeteilt ist, verlangt sie von ihrem Vater ein fruchtbareres Landstück als Mitgift. Im Richterbuch wird Otniël in diesem Zusammenhang als Judäer bezeichnet. Damit ist er der einzige aus dem späteren Südreich Juda stammende Richter.
Als Richter fungiert Otniël in einem spezifischen Schema, welches das gesamte Buch der Richter durchzieht. Dem Abfall von JHWH an die Fremdgötter folgen die Strafe JHWHs in Form einer Bedrohung durch ein feindliches Nachbarvolk, der Hilferuf des unterdrückten Volkes zu JHWH und die Erwählung eines Retters (genannt Richter) durch JHWH, der das Volk Israel retten soll. Im Falle Otniëls handelt es sich bei dem Feind um Kuschan-Rischatajim. Nach achtjährigem Frondienst erwählt JHWH Otniël zum Retter, der schließlich die Fremdmacht besiegen kann. Entsprechend dem Schema des Richterbuches folgt jetzt eine Friedenszeit, die hier vierzig Jahre lang andauert, in der das Volk die Treue zu seinem Gott JHWH wahrt. Die Erzählung von Otniël endet schlicht mit der Notiz seines Todes.

## Historische Einordnung
Otniëls Feind in Ri 3,7–11  Kuschan-Rischatajim (כושן רשעתים = „Kuschan der doppelten Bosheit“), ein König im Gebiet Aram-Naharaim (ארם נהרים), lässt sich mit keiner bekannten historischen Herrscherfigur verbinden. Zusammen mit der schematischen Darstellung der Richtererzählung lässt sich annehmen, dass diese im Rahmen des Deuteronomistischen Geschichtswerks entstand. Die aus dem Landnahmebericht entnommene Figur des Otniël wird darin den Berichten über die aus dem Nordreich Israel stammenden übrigen Richtern vorangestellt.

## Wirkungsgeschichte
Erwähnt wird Otniël im 3. Jahrhundert bei Rabbi Abbahu, der ihn für seine Aufrichtung der Halacha lobt.
Nach dem Richter wurde die 1983 gegründete israelische Siedlung Otniël (Westjordanland) benannt.